# Beslan
Beslan (Russisch: Беслан; Ossetisch: Беслӕн) is een stad in de Russische autonome republiek Noord-Ossetië. De bevolking bedraagt ongeveer 33.600 personen (2002), waarmee het de derde stad is van Noord-Ossetië, na Vladikavkaz en Mozdok. De stad ligt ongeveer 15 km ten noorden van Vladikavkaz, op 43°12'N, 44°34'O.
De stad is gesticht in 1847 door migranten uit andere delen van Ossetië en is vernoemd naar een lokale heerser, Beslan Tulatova.
In Beslan staat een grote maïsverwerkende fabriek en er is veel landbouw-verwerkende industrie.

## Gijzeling
Op 1 september 2004 werden schoolkinderen en leraren van School nr. 1 gegijzeld door Tsjetsjeense terroristen. De gijzeling eindigde op 3 september in een zeer bloedige aanval van Russische militairen, waarbij 335 doden vielen.

## Geboren
- Alan Dzagojev (1990), voetballer

Bestuurlijk centrum: Vladikavkaz

Steden: Alagir · Ardon · Beslan · Digora · Mozdok

Districten: Alagirski · Ardonski · Digorski · Irafski · Kirovski · Mozdokski · Pravoberezjni · Prigorodni